# Sergei Petrowitsch Nowikow (Judoka)
Sergei Petrowitsch Nowikow (russisch Сергей Петрович Новиков; * 25. Dezember 1949 in Moskau; † 16. April 2021) war ein sowjetischer Judoka. Er trat im Schwergewicht an und gewann 1976 in Montreal eine olympische Goldmedaille, ferner drei Europameistertitel.

## Karriere
Sergei Nowikow gewann seine erste internationale Medaille bei den Judo-Europameisterschaften 1970, als er in der offenen Klasse die Bronzemedaille erkämpfte. 1972 konnte er diesen Erfolg wiederholen. 1973 gewann er in der offenen Klasse seinen ersten Europameistertitel, im gleichen Jahr wurde er auch mit der sowjetischen Mannschaft Europameister. Bei den Judo-Weltmeisterschaften 1973 in Lausanne gewann er im Schwergewicht vier von fünf Kämpfen und unterlag nur dem Japaner Chōnosuke Takagi, durch seinen Sieg über den Niederländer Peter Adelaar sicherte sich Nowikow die Bronzemedaille. 1974 verteidigte er seine Europameistertitel in der Offenen Klasse und mit der Mannschaft. 1975 siegte er mit der Mannschaft, verlor aber das Finale im Schwergewicht gegen den ebenfalls für die Sowjetunion antretenden Dschibilo Nischaradse. Bei den Judo-Weltmeisterschaften 1975 in Wien erreichte Nowikow ebenfalls das Schwergewichtsfinale und unterlag dort gegen den Japaner Sumio Endō. Bei den Europameisterschaften 1976 siegte er im Schwergewichtsfinale gegen seinen sowjetischen Landsmann Giwi Onaschwili. Im olympischen Judoturnier 1976 in Montreal gewann Nowikow in der ersten Runde gegen den Weltmeister Sumio Endō und erreichte mit drei weiteren Siegen das Finale gegen den Westdeutschen Günther Neureuther. Das Schwergewichts-Finale endete nach 1:19 Minuten durch Nowikows Ippon-Sieg.
Bei den Europameisterschaften 1978 verlor Nowikow das Halbfinale gegen den Ungarn Imre Varga, sicherte sich aber die Bronzemedaille im Schwergewicht durch einen Sieg über den Schweden Ulf Ekberg. 1979 siegte Nowikow bei der Spartakiade in Moskau im Schwergewicht und belegte in der offenen Klasse den zweiten Platz. 1980 trat Nowikow bei den Europameisterschaften in der offenen Klasse an und erkämpfte die Bronzemedaille. Auch bei den Olympischen Spielen 1980 in Moskau trat Nowikow in der offenen Klasse an. Er verlor das Halbfinale gegen den Franzosen Angelo Parisi, im Kampf um Bronze unterlag Nowikow dem Ungarn András Ozsvár.
Nowikow startete 1976 während seines Sportstudiums für Dynamo Kiew und 1980 für Dynamo Moskau. Er war 1971 und 1972 sowjetischer Meister im Sambo und 1972 auch Sambo-Europameister. Von 1974 bis 1979 war Nowikow sowjetischer Schwergewichtsmeister im Judo, 1977 auch in der offenen Klasse. Nach seiner Karriere arbeitete er als Trainer für Judo und Sambo.